# Buchi Emecheta
Buchi Emecheta (Lagos, 1944. július 21. – London, 2017. január 25.) nigériai író.

## Élete
1944. július 21-én született Lagosban igbó szülők, Alice (Okwuekwuhe) Emecheta és Jeremy Nwabudinke gyermekeként. Apja vasutasként és öntőmunkásként dolgozott. Míg öccse iskolába járhatott, addig őt otthon tartották, de végül sikerült szüleit meggyőzni és egy misszionárius iskolába került. Kilencéves volt amikor az apja meghalt. Egy évvel később ösztöndíjat kapott a metodista leányiskolától, ahol 16 éves koráig tanult, amikor 1960-ban férjhez ment a szintén diák Sylvester Onwordihoz, aki már 11 éves korában eljegyezte őt. Onwordi egyetemi tanulmányai miatt Londonba költözött és Emecheta is vele tartott. A következő hat évben öt gyermekük született, de házasságuk boldogtalan volt és az erőszaktól sem volt mentes (ahogy azt önéletrajzi írásaiban is megemlítette, többek között a Másodrendű állampolgárban is). Emecheta szabadidejében írni kezdett, de férje ellenezte és mivel említésre is került ezért elégette a kéziratot. Ez volt a Menyasszony ára (The Bride Price) első verziója, amit ezért újra kellett írnia és így harmadik könyveként jelent meg A két verzió elkészítése között öt év telt el. 22 éves korában elhagyta férjét és gyermekeit egyedül nevelte tovább. Munka mellett tanult a Londoni Egyetemen és BSc fokozatú (Bachelor of Sciences) szociológiai diplomát szerzett.

## Elismerései
- Order of the British Empire - OBE (2005)

## Művei, magyarul
Regények
- In the Ditch (1972)
- Másodrendű állampolgár (Second-Class Citizen) (1974); ford. Veres Júlia; Európa, Bp., 1983 (Modern könyvtár)
- A menyasszony ára (The Bride Price) (1976); ford. F. Nagy Piroska, utószó Alpha Diallo; Kozmosz Könyvek, Bp., 1982
- The Slave Girl (1977)
- The Joys of Motherhood (1979)
- The Moonlight Bride (1981)
- Our Own Freedom (1981, Maggie Murray fotóival)
- Destination Biafra (1982)
- Naira Power (1982)
- Adah's Story In the Ditch/Second-Class Citizen (1983)
- The Rape of Shavi (1983)
- Double Yoke (1983)
- A Kind of Marriage (1986)
- Gwendolen (1989)
- Kehinde (1994)
- The New Tribe (2000)

Önéletrajz
- Head Above Water (1984)

Gyermek- és ifjúsági könyvek
- Titch the Cat (1979)
- Nowhere to Play (1980)
- The Wrestling Match (1981)

Színdarabok
- Ju Ju Landlord (1975)
- A Kind of Marriage (1976, BBC, tv)
- Family Bargain (1987, BBC, tv)